# Calappoidea
Super-famille
Les Calappoidea sont une super-famille de crabes. Elle comprend deux familles.

## Liste des familles
Selon World Register of Marine Species (23 janvier 2025) :
- famille Calappidae De Haan, 1833 -- 9 genres (« crabes honteux »)
- famille Matutidae De Haan, 1835 -- 4 genres

On y ajoute un genre fossile à la famille indéterminée : †Cristella Collins & Rasmussen, 1992

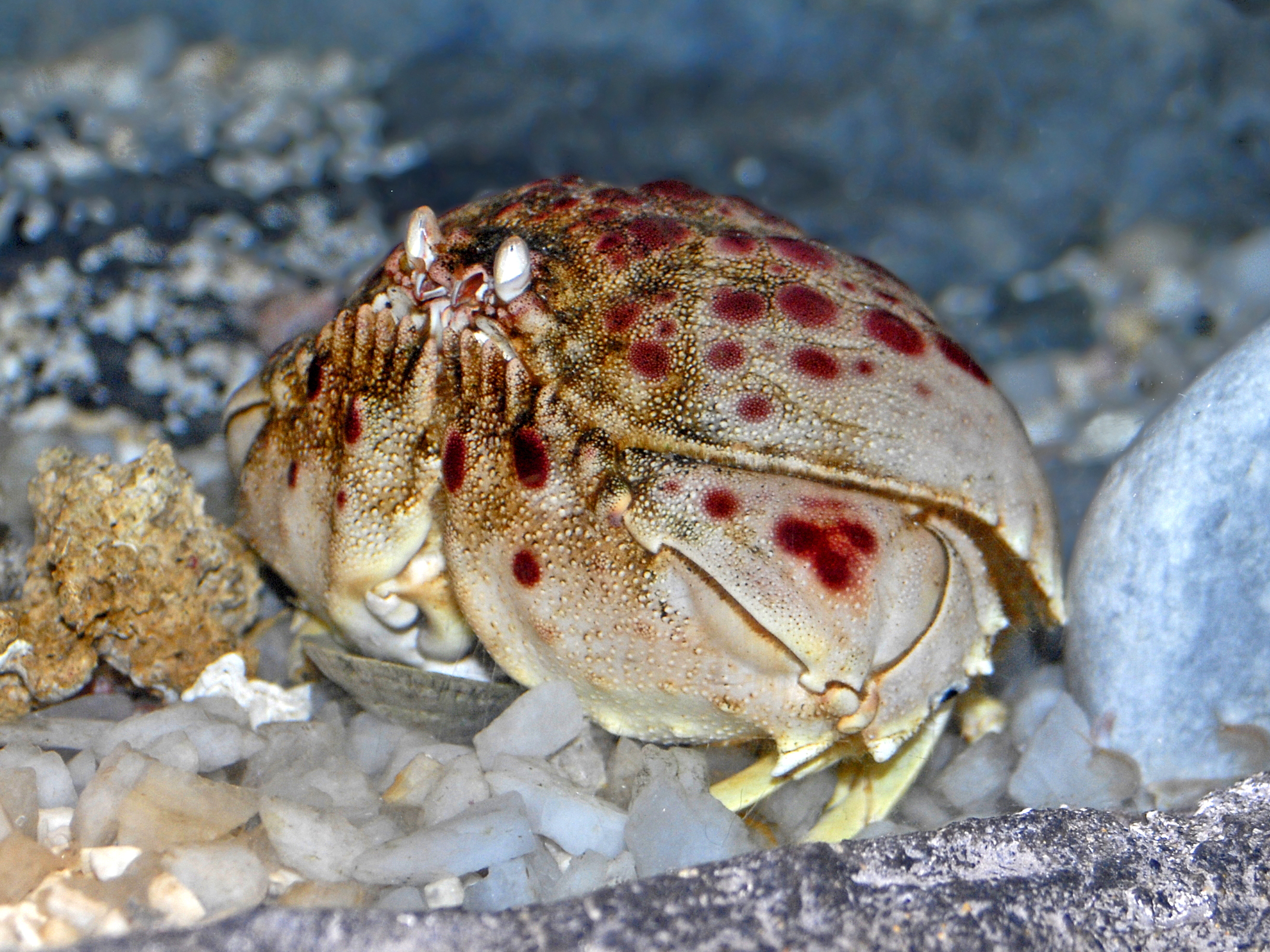
Calappa calappa, un Calappidae
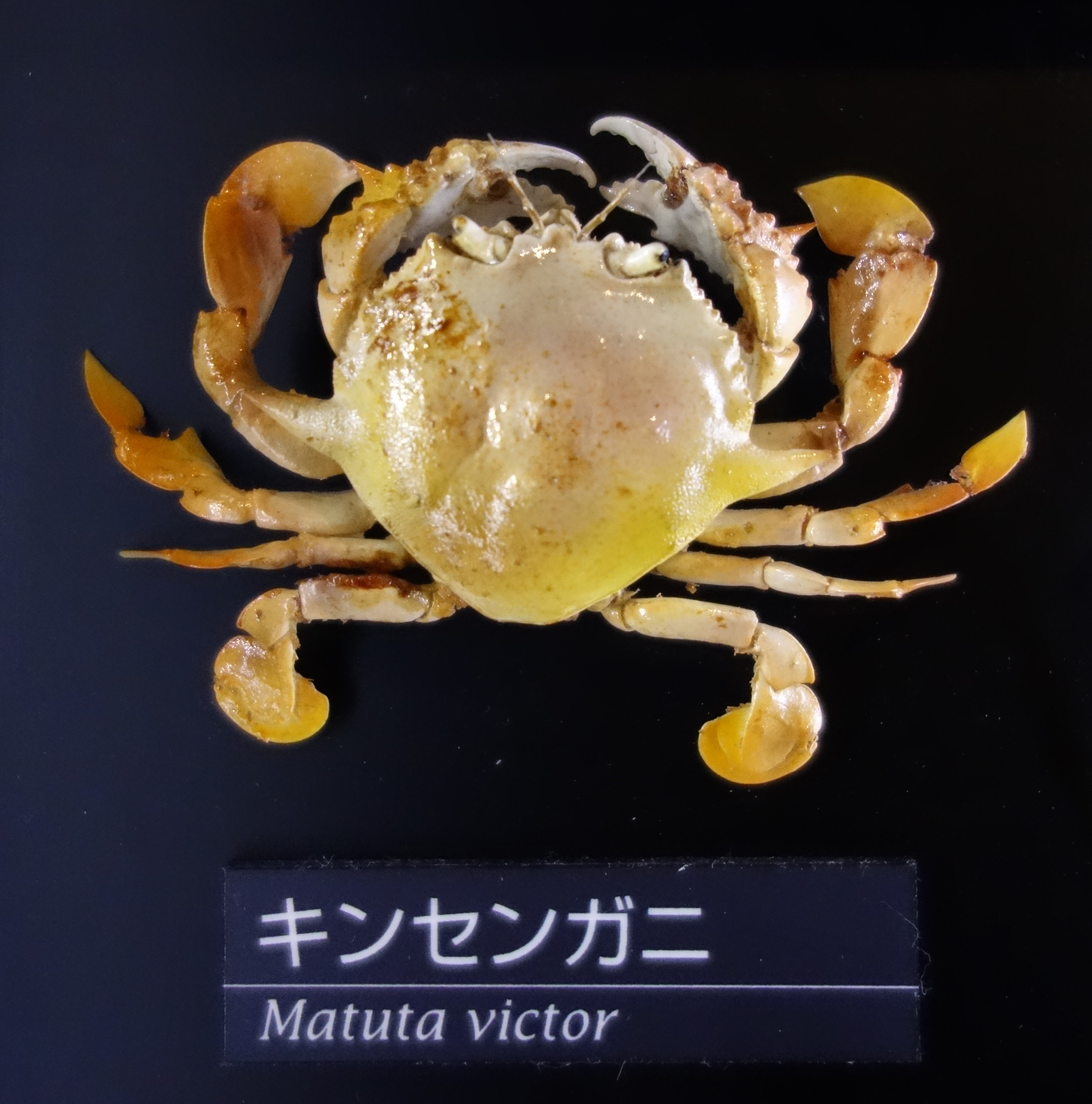
Matuta victor, un Matutidae

## Référence
- de Haan, 1833 : Crustacea. Fauna Japonica sive Descriptio Animalium, Quae in Itinere per Japoniam, Jussu et Auspiciis Superiorum, qui Summum in India Batava Imperium Tenent, Suscepto, Annis 1823–1830 Collegit, Noitis, Observationibus et Adumbrationibus Illustravit. Leiden, Lugduni-Batavorum.  p. 1–243.